# Dobrin Spassow
Dobrin Spassow (bulgarisch: Добрин Спасов; * 1926 in Berkowiza, Oblast Montana, Bulgarien; † 17. September 2010) war ein bulgarischer Philosoph, Hochschullehrer und Politiker.

## Biografie
Spassow studierte nach der Schulausbildung Philosophie an der Philosophischen Fakultät der Universität Sofia. 1950 promovierte er. 
Im Anschluss schlug er eine akademische Laufbahn an der Universität Sofia ein und wurde zunächst 1951 wissenschaftlicher Assistent und danach 1961 Dozent. 1972 nahm er den Ruf als Professor an den Lehrstuhl für Philosophie an. Zeitweise war er auch Dekan der Philosophischen Fakultät. Als Hochschullehrer beschäftigte er sich insbesondere mit den Themen Logik, Erkenntnistheorie sowie Philosophie der Gegenwart. Daneben war er Herausgeber der Fachzeitschrift Философска мисъл (Philosophisches Denken) und veröffentlichte neben einem Lehrbuch mehrere Monografien.
1984 wurde er zum korrespondierenden Mitglied der Bulgarischen Akademie der Wissenschaften berufen.
Spassow, der Mitglied der Bulgarischen Sozialistischen Partei war, war von Juli 1990 bis November 1994 Abgeordneter der Nationalversammlung (Narodno Sabranie).